# Cangur Jack

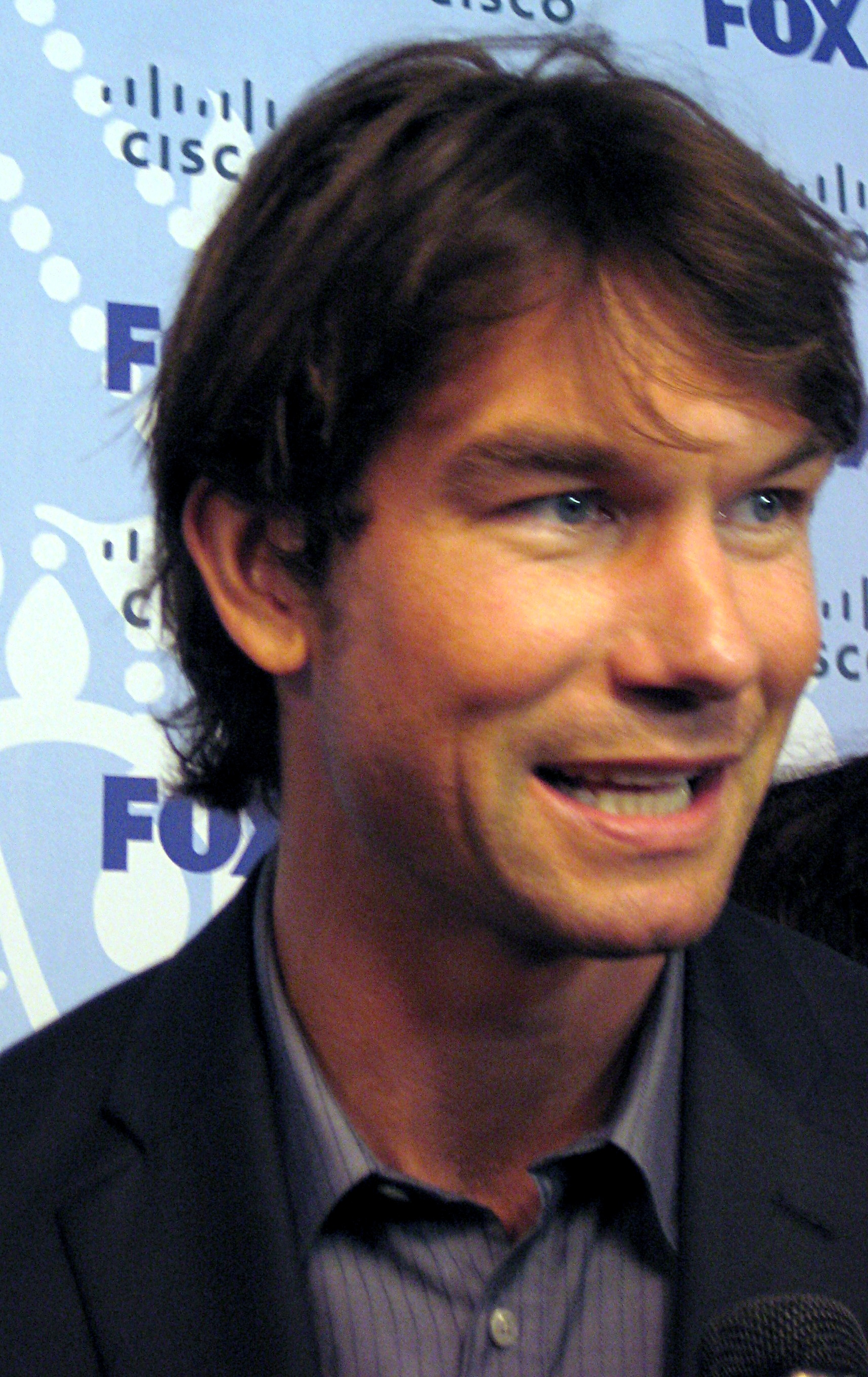
Fotografia de Jerry O'Connell, protagonista de la pel·lícula.

Cangur Jack  (títol original: Kangaroo Jack) és pel·lícula estatunidenco-australiana de David McNally estrenada el 2003. Ha estat doblada al català.

## Argument
Charlie i Louis es busquen la vida des de fa anys amb l'esperança que un dia la vida els somriurà. Això té l'art d'atreure els problemes i passar per a un perdedor als ulls del seu gendre, el mafiós Sal Maggio. Charlie, pel que fa a ell, aspira a una vida tranquil·la, però Sal li treu cada mes tots els seus beneficis. Un dia, Louis demana a Charlie d'acompanyar-lo en un camió carregat de televisors robats. Sense adonar-se'n, els dos amics porten involuntàriament la policia al magatzem de Sal, on han amuntegat els productes de milers de furts. El padrí ofereix als dos una possibilitat de recomprar encarregant-los de lliurar a un soci una substanciosa suma de diners. Però aquest últim viu en un desert australià ple de cangurs. Un d'aquests maleïts cangurs no triga a desaparèixer amb el botí.

## Repartiment
- Jerry O'Connell: Charlie Carboni
- Anthony Anderson: Louis Booker
- Estella Warren: Jessie
- Michael Shannon: Frankie Lombardo
- Christopher Walken: Sal Maggio
- David Ngoombujarra: Mr Jimmy Inkamale, un policia australià
- Marton Csokas: Mr. Smith
- Bill Hunter: Blue
- Dyan Cannon: Anna Carboni
- Adam Garcia: veu de Cangur Jack